# Suchá Rudná

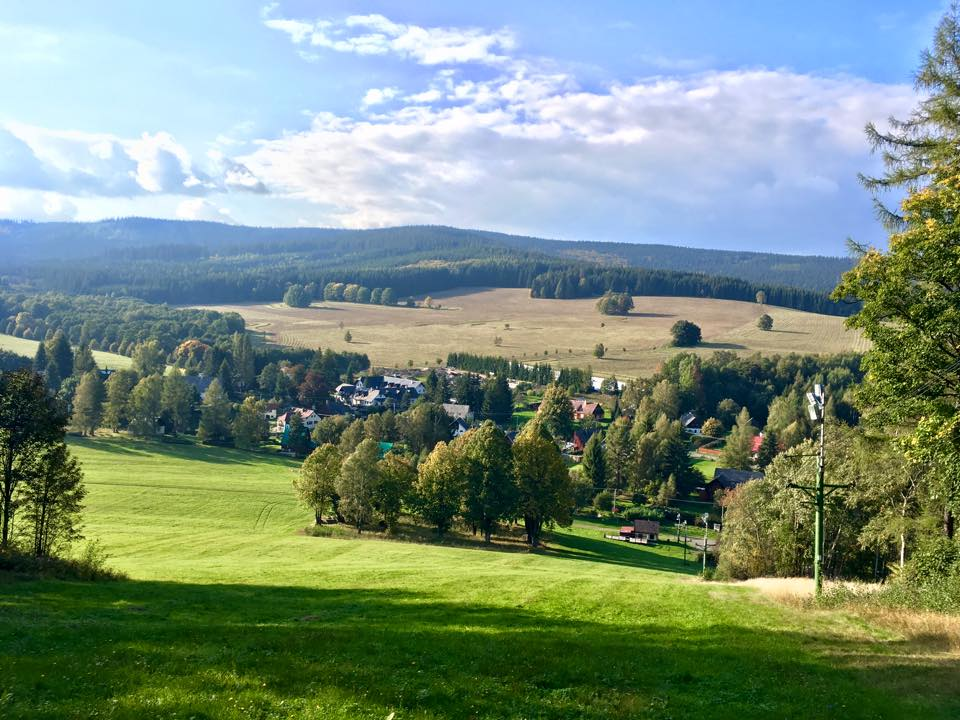
Blick auf das Dorf

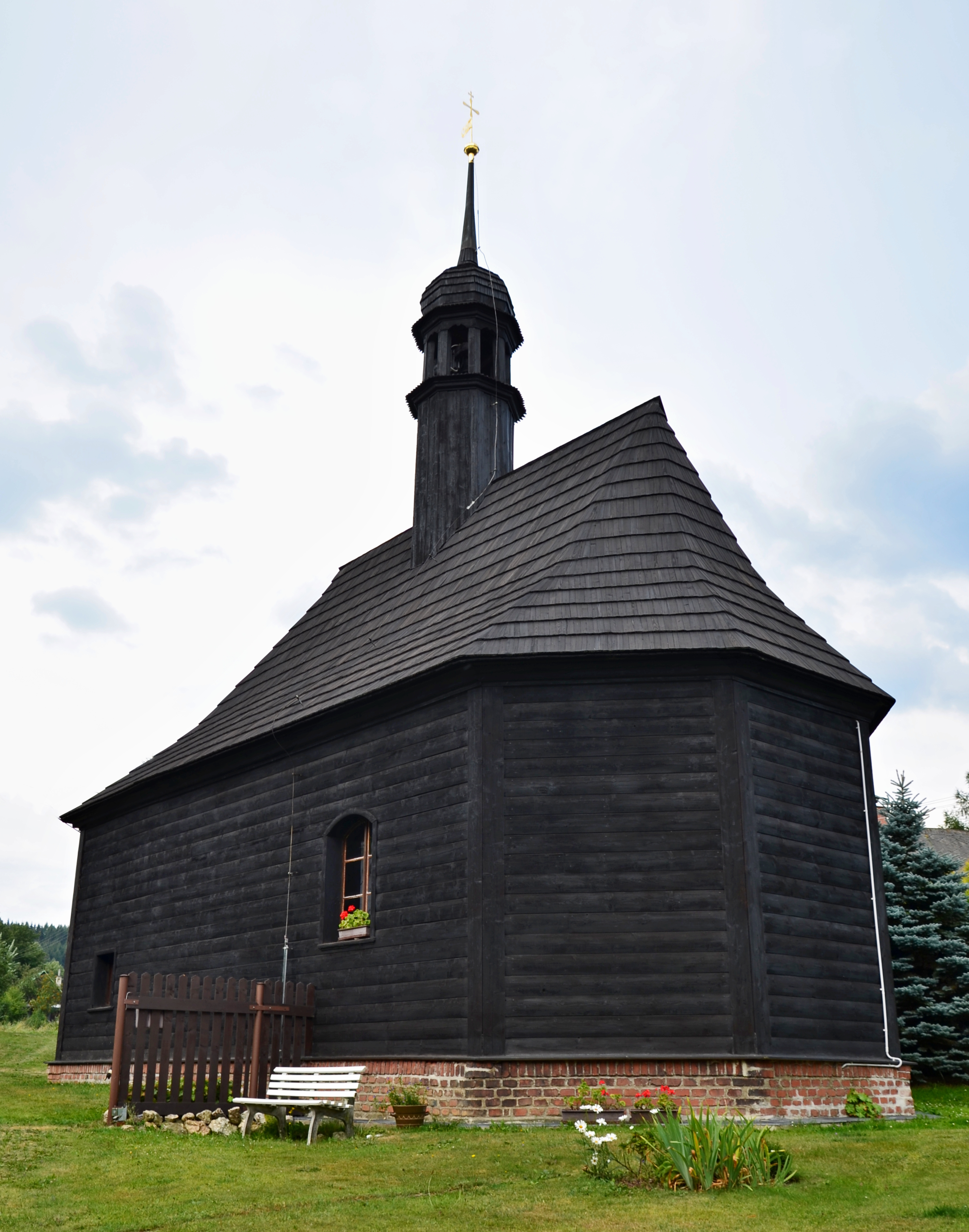
Dreifaltigkeitskapelle

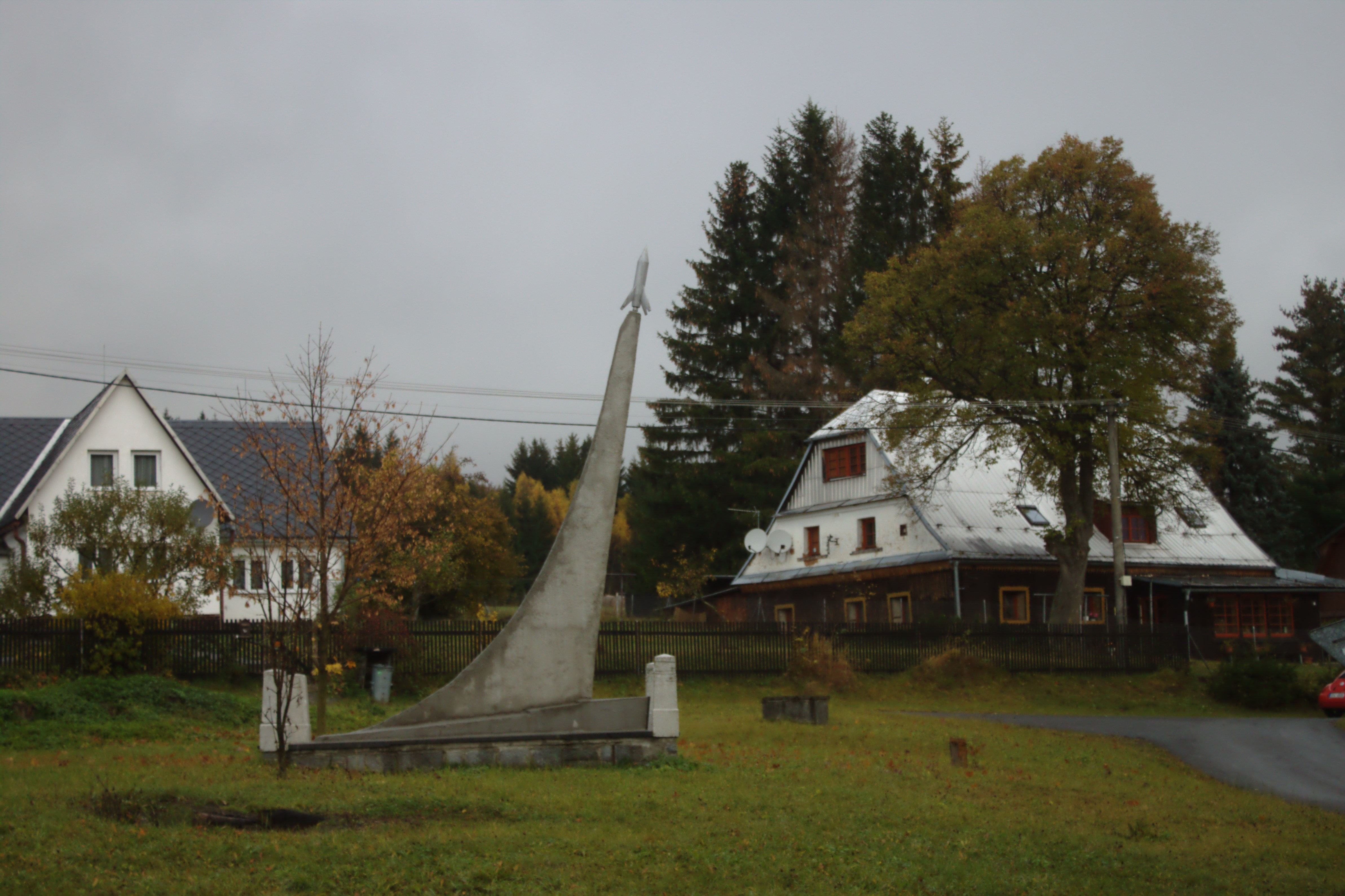
Dorfplatz mit Sputnik 1-Denkmal

Suchá Rudná, bis 1947 Suchý Zejf, (deutsch Dürrseifen) ist ein Ortsteil der Gemeinde Světlá Hora in Tschechien. Er liegt 15 Kilometer nordwestlich von Bruntál (Freudenthal) und gehört zum Okres Bruntál. 

## Geographie
Das von ausgedehnten Wäldern umgebene Dorf befindet sich im Altvatergebirge (Hrubý Jeseník) im breiten Tal des Baches Stará voda (Altwasser), dem im Unterdorf der Zlatý potok (Goldbach) zufließt. Nördlich erheben sich die Hláska (Ölberg, 926 m n.m.), die Vysoká hora (Hoher Berg, 1031 m n.m.) und der Kopřivník (Nesselberg, 838 m n.m.), im Nordosten der Anenský vrch (Annaberg, 861 m n.m.), östlich die Halda (Baderberg, 754 m n.m.), im Südosten die Vodárka (679 m n.m.), südlich der Za šestkou (758 m n.m.), im Südwesten die Žárnice (781 m n.m.) und der Kopřivový vrch (Nesselberg, 876 m n.m.), westlich der Hřeben (Langer Kamm, 958 m n.m.) sowie im Nordwesten die Dřevina (Holzberg, 921 m n.m.) und der Ovčí vrch (Schafberg, 966 m n.m.).
Nachbarorte sind Vrbno pod Pradědem (Würbenthal) und Zadní Ves (Hinterdorf) im Norden, Pustá Rudná (Lauterseifen) im Nordosten, Andělská Hora (Engelsberg) im Osten, Stará Voda (Altwasser) im Südosten, Stará Rudná (Alt Vogelseifen) und Podlesí (Wiedergrün) im Süden, Malá Morávka (Klein Mohrau) im Südwesten sowie Karlova Studánka (Bad Karlsbrunn) und Ludvíkov (Ludwigsthal) im Nordwesten.

## Geschichte
Archäologische Untersuchungen des Bergbaugebietes von Suchá Rudná ergaben, dass die ältesten Spuren bis 1500 v. Chr. zurückreichen. Die Hauptbetriebsphasen des Goldbergbaus waren zwischen dem 13. und 16. Jahrhundert. 
Es wird angenommen, dass der Ort zu Beginn des 13. Jahrhunderts als Ansiedlung von Goldseifnern gegründet wurde und in einem zeitlichen Zusammenhang mit der 1213 erfolgten Gründung der Königsstadt Freudenthal steht. Zu dieser Zeit bemühten sich König Ottokar I. Přemysl und sein Bruder, Herzog Vladislav Heinrich um die Nutzbarmachung der Edelmetallagerstätten des Altvatergebirges.
Die erste schriftliche Erwähnung von Dornseyfen erfolgte 1405 im Zuge der Teilung des Herzogtums Freudenthal zwischen den Brüdern Johann II. von Troppau und Nikolaus IV. von Freudenthal. Im 15. Jahrhundert erlosch das Dorf und wurde 1506 als wüstes Žárnice erwähnt. 1562 erfolgte die Wiederbesiedlung von Žárnice, die Siedlung bestand damals aus vier Anwesen. Der Besitzer der Herrschaft Freudenthal, Johann d. Ä. von Würben und Freudenthal erteilte 1556 der Siedlung die gleichen Berg- und Holzfreiheiten wie der Bergstadt Engelsberg. 
Der Ortsname Žárnice ist noch bis 1580 nachweislich, ab 1604 wurde Durren Seyfen verwendet. Wegen der Beteiligung des Johann von Würben und Freudenthal am Böhmischen Ständeaufstand von 1618 wurde die Herrschaft nach der Schlacht am Weißen Berg konfisziert und 1621 an den Deutschen Orden verkauft. Dieser begann 1625 mit der Rekatholisierung der Gegend. 
Die ersten Kirchbücher wurden 1727 in Engelsberg geführt. Im Jahre 1773 untersuchte Heinrich Johann Nepomuk von Crantz das Wasser des Dürrseifner Sauerbrunnens und hielt seine Anwendung bei Schwermut, Herzfehlern und Milzerkrankungen geeignet. Weitere Namensformen waren Seiffen (ab 1720), Dirnseifen (1771), Dürr Seifen bzw. Dürrseifen (ab 1799) und Seiffen Dürr (1847).
Im Jahre 1835 bestand das als Vorstadt zu Engelsberg zugerechnete Dorf Dürrseifen, auch Seifen genannt, aus 57 verstreuten Häusern mit 449 deutschsprachigen und katholischen Einwohnern, die von der Leinenerzeugung und Bleicherei lebten. Im Ort gab es eine Kirche und eine Schule als Außenstellen von Engelsberg. Bedeutendstes Unternehmen war die Garn- und Zwirnbleiche von Frau N. Fitz. Daneben war mit der Wiederaufnahme der alten Goldbergwerke begonnen worden. Pfarrort war Engelsberg. Die Nutzfläche umfasste 226 Joch Ackerland, 77 Joch Wiesenland, 31 Joch Hutweiden und fünf Joch Wald. Bis zur Mitte des 19. Jahrhunderts blieb Dürrseifen der Minderherrschaft Freudenthal untertänig.

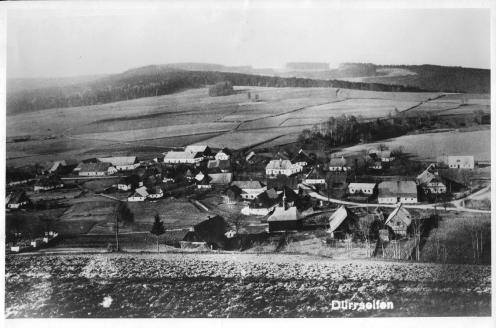
Ansichtskarte von Dürrseifen, um 1924

Nach der Aufhebung der Patrimonialherrschaften bildete Dürrseifen ab 1849 einen Ortsteil der Stadt Engelsberg im Gerichtsbezirk Freudenthal. Im Jahre 1864 löste sich Dürrseifen von Engelsberg los und bildete mit dem Ortsteil Karlsbrunn eine eigene Gemeinde. Ab 1869 gehörte Dürrseifen zum Bezirk Freudenthal. Zu dieser Zeit hatte das Dorf 595 Einwohner und bestand aus 62 Häusern. 1881 wurde Dürzejf und 1893 Dorzeyf als tschechischer Ortsname verwendet. Im Jahre 1900 lebten in Dürrseifen 546 Personen, 1910 waren es 481. Nach dem Zusammenbruch der k.k. Monarchie wurde die Gemeinde 1918 Teil der neu gebildeten Tschechoslowakei. Beim Zensus von 1921 lebten in den 91 Häusern der Gemeinde Dürrseifen 501 Personen, darunter 490 Deutsche und vier Tschechen. Davon lebten 430 in Dürrseifen (72 Häuser), die übrigen 71 in Karlsbrunn (19 Häuser). 1924 wurde Suchý Zejf als tschechischer Ortsname eingeführt. Im Jahre 1930 bestand die Gemeinde Dürrseifen aus 94 Häusern und hatte 539 Einwohner, in Dürrseifen selbst lebten 390 Personen in 75 Häusern. Nach dem Münchner Abkommen wurde die Gemeinde 1938 dem Deutschen Reich zugesprochen und gehörte bis 1945 zum Landkreis Freudenthal. 1939 lebten in der Gemeinde 543 Personen. 
Nach dem Ende des Zweiten Weltkrieges wurde Suchý Zejf wieder Teil der Tschechoslowakei. Die deutschsprachige Bevölkerung wurde bis 1946 größtenteils vertrieben und der Ort mit Tschechen neubesiedelt. 1947 erfolgte die Umbenennung in Suchá Rudná. Im Jahre 1950 lebten in den 62 Wohnhäusern des Dorfes Suchá Rudná nur noch 150 Personen. Mehrere Häuser blieben unbewohnt und wurden später abgerissen. 1953 wurde Karlova Studánka als selbständige Gemeinde ausgegliedert und Stará Voda nach Suchá Rudná eingemeindet. Zum 1. Januar 1964 erfolgte die Eingemeindung nach Světlá Hora. Im Jahre 1970 hatte Suchá Rudná 126 Einwohner. Im Jahre 1991 bestand Suchá Rudná aus 25 Häusern und hatte 69 Einwohner. Beim Zensus von 2011 lebten in den 54 Häusern von Suchá Rudná 56 Personen.
Heute ist Suchá Rudná ein Erholungsort mit mehreren Pensionen und Herbergen sowie einem Skilift.

## Bergbau von Suchá Rudná
Die zum Engelsberger Erzbergbaurevier gehörigen Goldquarzgänge bei Dürrseifen sind das älteste dokumentierte Bergbaugebiet in Nordmähren.

## Gemeindegliederung
Zu Suchá Rudná gehören die Ortslage Kyselka (Sauerbrunn) und die Einschicht Hubertka. Der Ortsteil Suchá Rudná bildet einen Katastralbezirk.

## Sehenswürdigkeiten
- Hölzerne Dreifaltigkeitskapelle, errichtet 1720.
- Denkmal an den Flug des ersten Erdsatelliten Sputnik 1, auf dem Dorfplatz. Es wurde 1960 auf Initiative des Schuldirektors Skácel als 1:10-Verkleinerung des Moskauer Denkmals errichtet.
- Gedenkstein für die Gefallenen des Ersten Weltkrieges, in der Ortsmitte. Er wurde vom Bildhauer Josef Obeth gestaltet und 1922 enthüllt.
- Steinernes Wegkreuz, beim Haus Nr. 79.
- Mehrere Chaluppen in Volksbauweise.
- Archäologische Spuren auf dem Weichen Gang (Měkká žíla) mit Relikten von Grubenbauen und Nichteisenverhüttung, Nationales Kulturdenkmal.
- Ehemaliges Erzbergwerk Dehýnky, archäologische Fundstätte, Kulturdenkmal.
- Tümpel Zlatý lom auf dem Weichen Gang, Natura 2000-Schutzgebiet.
- Mineralquelle Kyselka, im Wald nördlich von Kyselka. Das eisenhaltige Mineralwasser hat eine ähnliche Zusammensetzung wie die Quellen in Karlova Studánka jedoch einen geringeren Kohlensäuregehalt. Bei der Quelle steht eine touristische Schutzhütte.